# Государственный переворот в Бурунди (1996)
Государственный переворот 1996 года — военный переворот, который произошел в Бурунди 25 июля 1996 года.
В разгар гражданской войны в Бурунди бывший президент-тутси Пьер Буйоя сверг президента-хуту Сильвестра Нтибантунганья. По данным Amnesty International, за несколько недель после переворота в стране было убито более 6000 человек. Это был второй успешный переворот Буйоя (во время первого переворота в 1987 году он сверг Жан-Батисту Багаза.

## Предпосылки
Пьер Буйоя впервые пришел к власти в Бурунди после военного переворота в сентябре 1987 года, когда он сверг режим Багаза. Буйоя занимал поста президент до первых демократических президентских выборов, которые были проведены 27 июня 1993 года, на которых победил Мельхиор Ндадайе (хуту). 21 октября Ндадайе был убит, в результате чего в Бурунди началась гражданская война между вооруженными группами хуту и тутси.
5 февраля 1994 года президентом стал умеренный хуту Сиприен Нтарьямира, однако он, и президент Руанды Жювеналь Хабьяримана стали жертвами террористической атаки 6 апреля того же года, которая привела к геноциду в Руанде. На смену Нтарьямире пришел другой лидер хуту, Сильвестр Нтибантунганья.

## События июля 1996 года
21 июля 1996 года повстанцы хуту напали на лагерь беженцев в стране и убили более 300 человек. 23 июля президент Нтибантунганья скрылся в доме посла США Морриса Н. Хьюза-младшего. Армия пришла к власти 25 июля, об этом по радио сообщил министр обороны Фирмин Синзойихеба. Пьер Буйоя был назначен временным президентом. Военный переворот был осужден международными лидерами, включая президента США Билла Клинтона, генерального секретаря ООН Бутроса Бутроса-Гали и главу Организации африканского единства Салима Ахмеда Салима.

## Последствия
По данным Amnesty International, в первые недели после переворота в стране было убито более 6000 человек. Буйоя сменил на посту президента в 2003 году Домисьен Ндайизейе. Гражданская война в Бурунди продолжалась до мая 2005 года.